# Robert Neumann (Mediziner, 1902)
Robert Neumann (* 21. August 1902 in Nüssdorf, Schlesien; † 19. Dezember 1962 in Tübingen) war ein deutscher Pathologe und KZ-Arzt.

## Biografie
Robert Neumann war der Sohn eines Rektoren und Kantors, der sieben Geschwister hatte. Er legte 1923 das Abitur ab und absolvierte anschließend ein Studium der Medizin und Musikwissenschaft an den Universitäten Breslau und Hamburg. In Hamburg wurde er 1929 approbiert und dort im Jahr darauf zum Dr. med. promoviert. Seine Assistentenzeit verbrachte er hauptsächlich als Schüler Robert Rössles am Pathologischen Institut der Universität Berlin, wo er Anfang April 1934 Oberarzt und schließlich Anfang November 1935 als Direktor die pathologische Abteilung am Robert-Koch-Krankenhaus leitete. Er habilitierte sich Anfang 1936 für Pathologie in Berlin und wirkte dort wenige Monate später als Privatdozent. Obwohl er bis 1939 zwölf Schriften zur „Vererbung, Hormonlehre und Gefäßpathologie“ publizierte, wurde seine Forschungstätigkeit von etlichen Kollegen als durchschnittlich beurteilt.
Nach der Machtergreifung der Nationalsozialisten trat er im November 1933 der SS bei (SS-Nr. 203.348), bei der er im September 1938 den Rang eines SS-Obersturmführers erreichte. Er gehörte auch dem Lebensborn e. V. an. Am 6. November 1937 beantragte er die Aufnahme in die NSDAP und wurde rückwirkend zum 1. Mai desselben Jahres aufgenommen (Mitgliedsnummer 5.373.111).
Neumann hatte ein Gerät zur Entnahme von Gewebeproben aus der Leber namens Histotom entwickelt. Dieses Gerät setzte er von Herbst 1939 bis Februar 1940 zur Leberpunktion im KZ Buchenwald ein, wo er es zunächst an Häftlingsleichen und danach auch an lebenden KZ-Häftlingen erprobte. Der ehemalige Kapo der Pathologie im KZ Buchenwald Gustav Wegerer sagte nach Kriegsende folgendes über Neumann aus, was dieser jedoch bestritt:

„Fast alle […] behandelten Häftlinge starben zumeist zwei oder drei Tage nach dem Einstich. Ich habe die Leichen im Sezierraum gesehen und Neumann wiederholt bei der Sektion solcher Leichen assistiert.“

Ab Ende Mai 1940 war Neumann als Lagerarzt im Stammlager des KZ Auschwitz eingesetzt. Ein Auschwitzüberlebender äußerte sich folgendermaßen zu Neumann:

„Von ihm weiß ich, daß er an Experimenten in Auschwitz und auch in Buchenwald beteiligt war. Ich selbst mußte ihm in Auschwitz mehrmals bei der Sektion von Häftlingsleichen behilflich sein“

Ende November 1940 zog Neumann nach Schanghai, um ein pathologisches Institut aufzubauen, dessen Leiter er wurde. Im März 1941 wurde er zum außerplanmäßigen Professor ernannt. An der Deutschen Medizinischen Akademie in Schanghai hielt er ab 1942 u. a. Vorlesungen zur Rassenkunde. Freyeisen beschreibt Neumann als den ideologisch gefestigtsten „Kulturpropagandisten“ in der Deutschen Medizinischen Akademie Schanghai.
Von 1945 bis 1948 befand sich Neumann in alliierter Internierung. In einem Bericht des Office of Strategic Services (OSS) zu Neumann wurden u. a. nach Aussagen von Shanghai-Deutschen zu seiner Person folgendes wiedergegeben: „Es wird festgestellt, daß sich Neumann nach seiner Ankunft in Shanghai offen mit den Unmenschlichkeiten brüstete, die er in Deutschland in Konzentrationslagern praktiziert hatte, einschließlich des Mordes an einer Frau, der er hydrochlorische Säure in die Venen spritzte.“ Er wurde 1948 im Zuge des Buchenwald-Hauptprozesses als Zeuge vernommen. Nach seiner Entlassung war er als wissenschaftlicher Mitarbeiter beim Pharmaunternehmen STADA beschäftigt und wurde Klinikleiter in Reutlingen. Gegen ihn laufende Ermittlungen durch die Tübinger Staatsanwaltschaft zu seinen Tätigkeiten in Buchenwald und Auschwitz wurden Ende Januar 1962 eingestellt.